# Carduus
Carduus è un genere di piante angiosperma dicotiledone appartenenti alla famiglia delle Asteraceae, note come cardi, dall'aspetto di erbacee annuali o perenni, mediamente alte, in genere molto spinose e dai fiori simili al carciofo.

## Etimologia
Il nome del genere Carduus deriva direttamente dal latino, mentre l'italiano cardo deriva dal latino volgare cardus. Carduus è privo di connessioni attendibili, ma forse è collegato a *cardere, ampliamento in -d di carere, come tendere di tenere oppure si tratta di voce mediterranea. Meno plausibili sono derivazioni da una parola greca il cui significato si avvicina al nostro vocabolo rapare o da un'altra radice, sempre greca, ardis, "punta dello strale", alludendo alla spinosità delle piante di questo genere.
L'antichità del cardo viene attestata da varie leggende che associano questo fiore al pastore siciliano Dafni, alla cui morte (grazie all'intervento di Pan e Diana), la Terra, piena di dolore, fece nascere una pianta piena di spine, il cardo appunto. È da ricordare ancora che nelle tradizioni norrene il cardo era associato al dio Thor (dio della guerra e dei fulmini).
Il nome italiano cardo è generico in quanto nel linguaggio comune si riferisce a diversi generi e specie di piante. Tra i generi che vengono chiamati direttamente “cardo”, oppure hanno una o più specie che comunemente si chiamano con questo nome citiamo: Carduus, Carduncellus, Carlina, Centaurea, Cnicus, Cynara, Echinops, Galactites, Jurinea, Onopordum, Scolymus, Silybum, Tyrimnus, tutti della famiglia delle Asteraceae. Ma anche in altre famiglie abbiamo dei generi con delle specie che volgarmente vengono chiamate “cardi” : il genere Eryngium della famiglia delle Apiaceae o il genere Dipsacus della famiglia delle Dipsacaceae.

## Descrizione

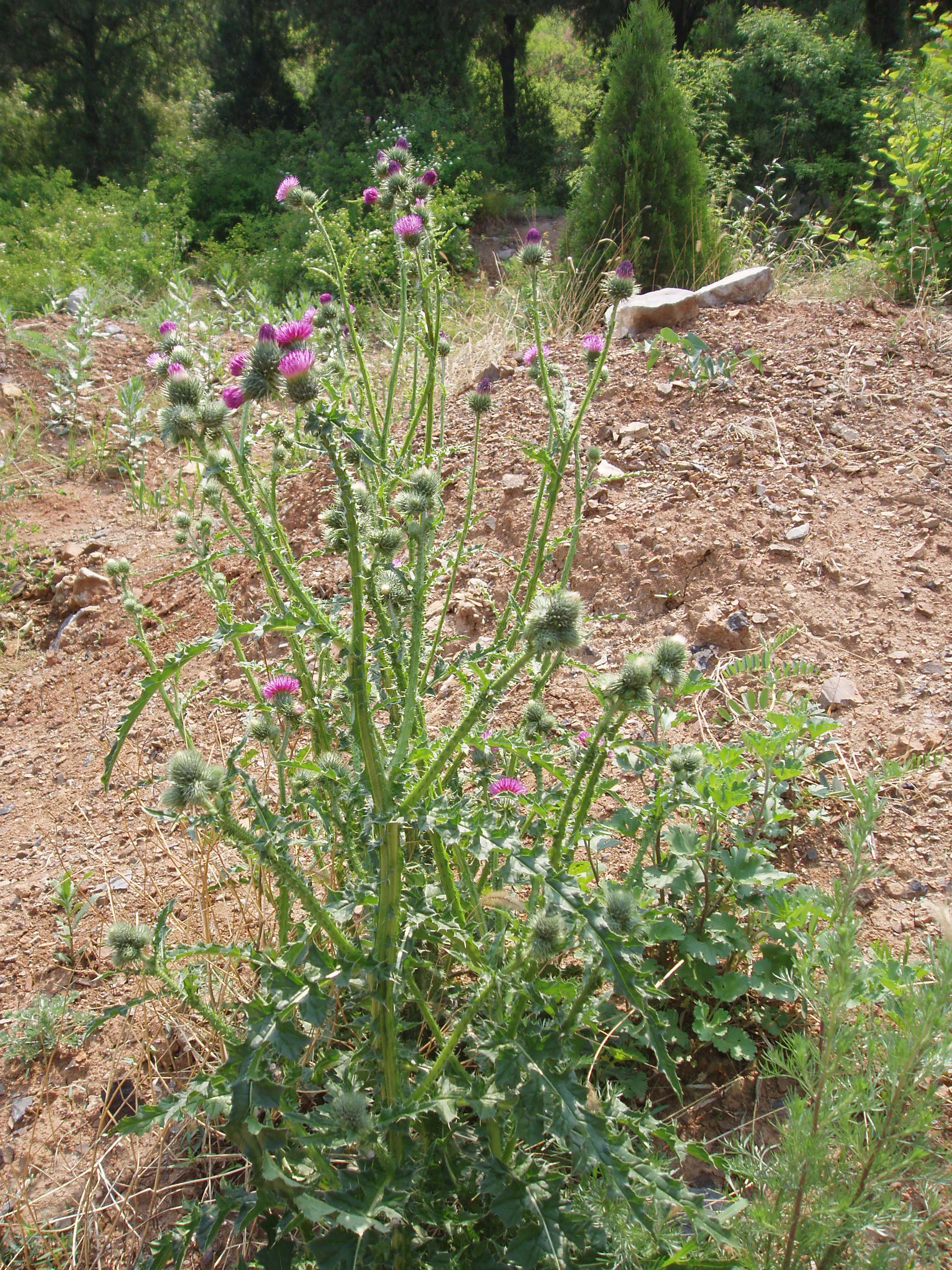
Il portamento
Carduus acanthoides

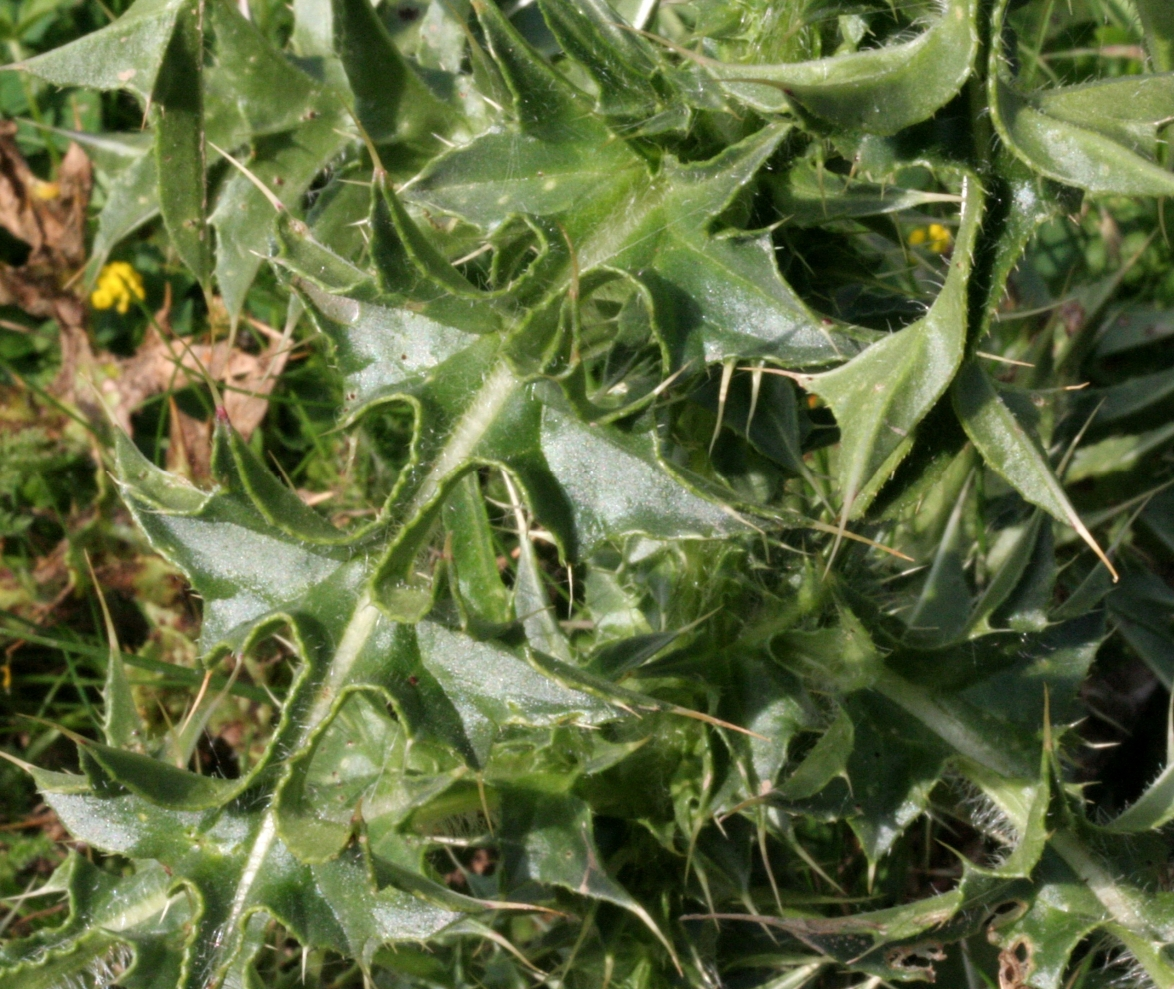
Le foglie
Carduus nutans

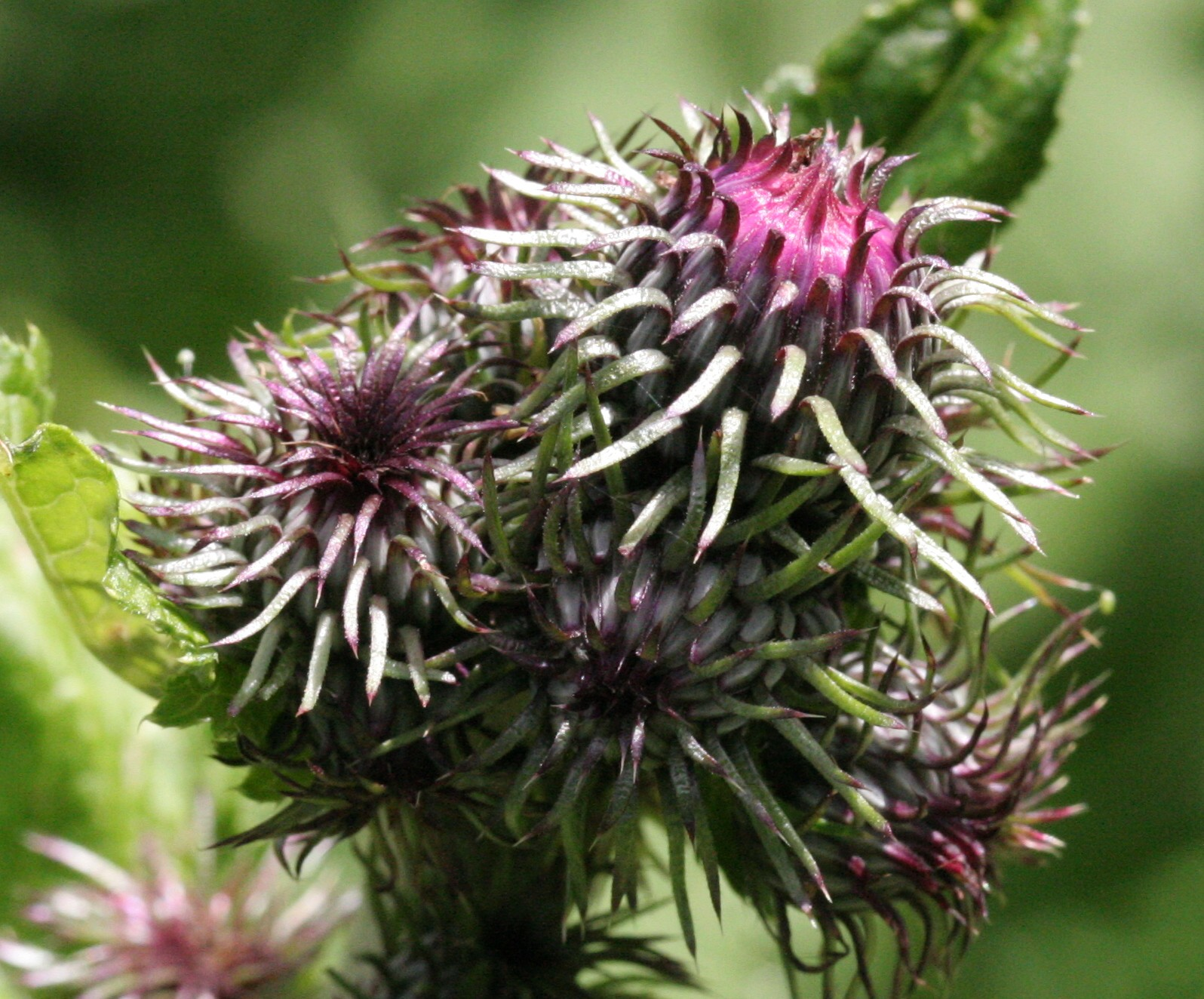
Infiorescenza
Carduus personata
Località: Cima Sappada, Sappada (BL), 1290 m s.l.m. – 24/06/2009

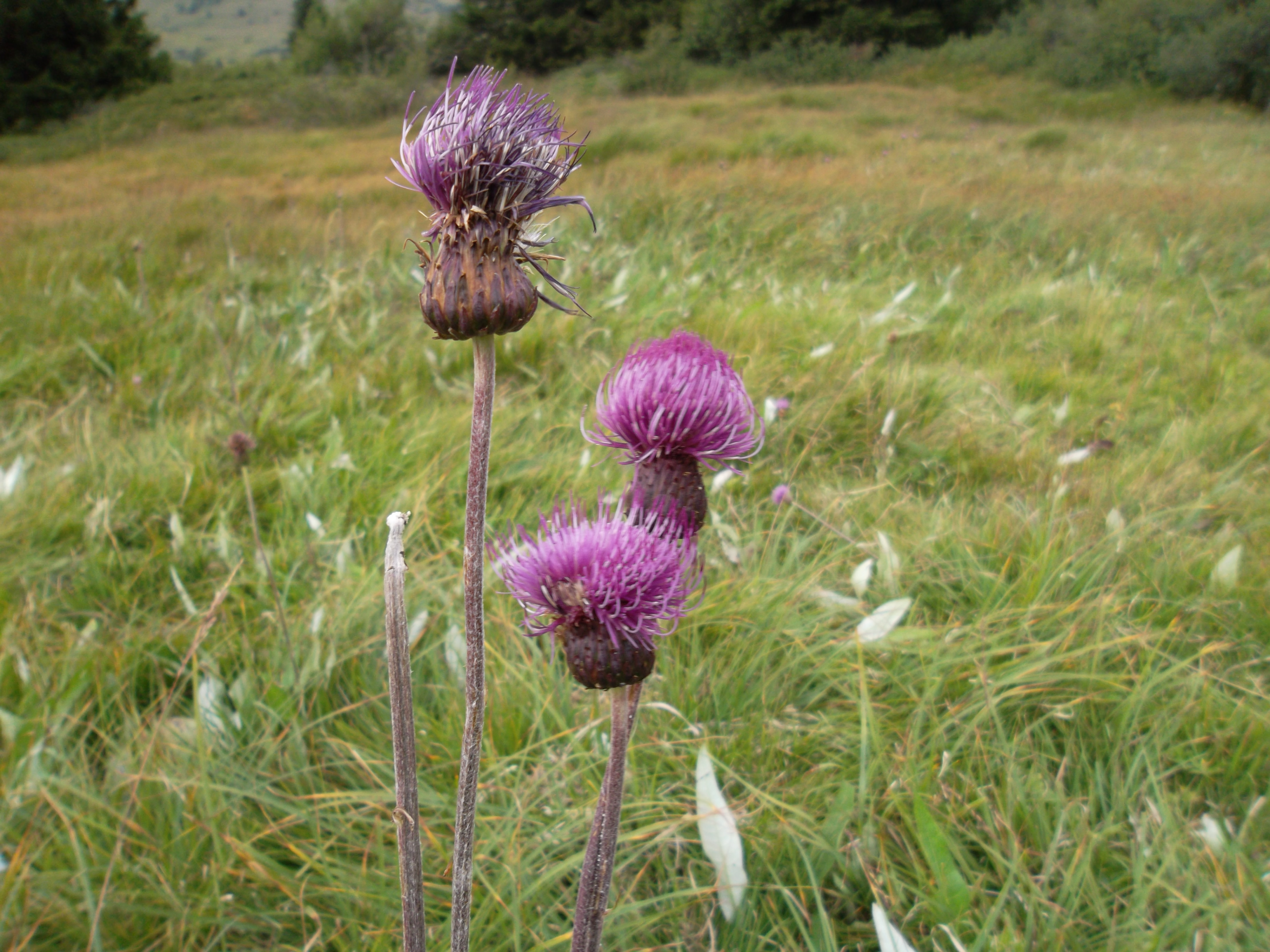
Fiore di cardo alpino

La forma biologica prevalente è emicriptofita bienne (H bienn): sono piante perennanti per mezzo di gemme poste al suolo con un ciclo di crescita biennale; questo significa che il primo anno si produce al più una bassa rosetta basale di foglie, mentre il secondo anno fiorisce completamente.  Tuttavia se il clima è sufficientemente caldo può fiorire già durante il primo anno di vita. Il numero dei capolini per ogni pianta può variare oltre che dalla specie anche dalle caratteristiche del sito in cui si trova la pianta e può andare da 1 a oltre 100. Un'altra forma biologica, per questo genere, è emicriptofita scaposa (H scap), ossia piante perennanti per mezzo di gemme poste al suolo formate da un asse fiorale lungo e con poche foglie.

L'altezza di queste piante nella flora italiana (e anche europea) varia da 10 cm a 1,5 m. Nel Nord America un'altezza mediamente alta è di 2 m, ma in alcuni casi si può arrivare fino a 4 m.

### Fusto
Il fusto è eretto (ma esistono specie acauli – senza fusto) ramificato oppure semplice, e a volte è alato con spine; nella parte terminale le foglie possono essere assenti o comunque sono ridotte;  spesso si presenta il fenomeno della decorrenza delle foglie lungo il fusto in basso. La dimensione del fusto può andare da pochi centimetri a oltre un metro (nelle zone extraeuropee sono stati riscontrati individui di alcune specie alti diversi metri). La superficie può essere sia tomentosa che glabra.

### Foglie
Le foglie, sessili (raramente picciolate, spesso decorrenti),  sono di forma generalmente lanceolata; la lamina può essere lievemente dentata oppure incisa profondamente in 10 e più lobi; il margine fogliare è quasi sempre spinoso; spini che possono essere morbidi o pungenti e duri; la disposizione delle foglie lungo il fusto è alterna e quelle basali formano una rosetta.

### Infiorescenza
L'infiorescenza è formata da capolini fiorali (singoli o da 2 a 20) ognuno costituito da numerosi fiori tubulosi, (il tipo ligulato, presente nella maggioranza delle Asteraceae,  qui è assente.) Il capolino fiorale è sorretto da un peduncolo nudo o bratteato (con foglioline avvolgenti) oppure alato e spinoso. La parte principale è l'involucro (cilindrico o emisferico o ovoide) circondato da diverse serie (7-10 o più) di squame spinose, che a volte divergono dal corpo centrale in modo eretto o patente e a volte sono anche riflesse verso il basso. La forma delle squame è importante come carattere distintivo della specie e può essere lineare, lanceolata o ovata con strozzatura mediana oppure no, ristretta bruscamente con una spina appuntita o rotondeggiante. Il ricettacolo è provvisto di pagliette.

### Fiori

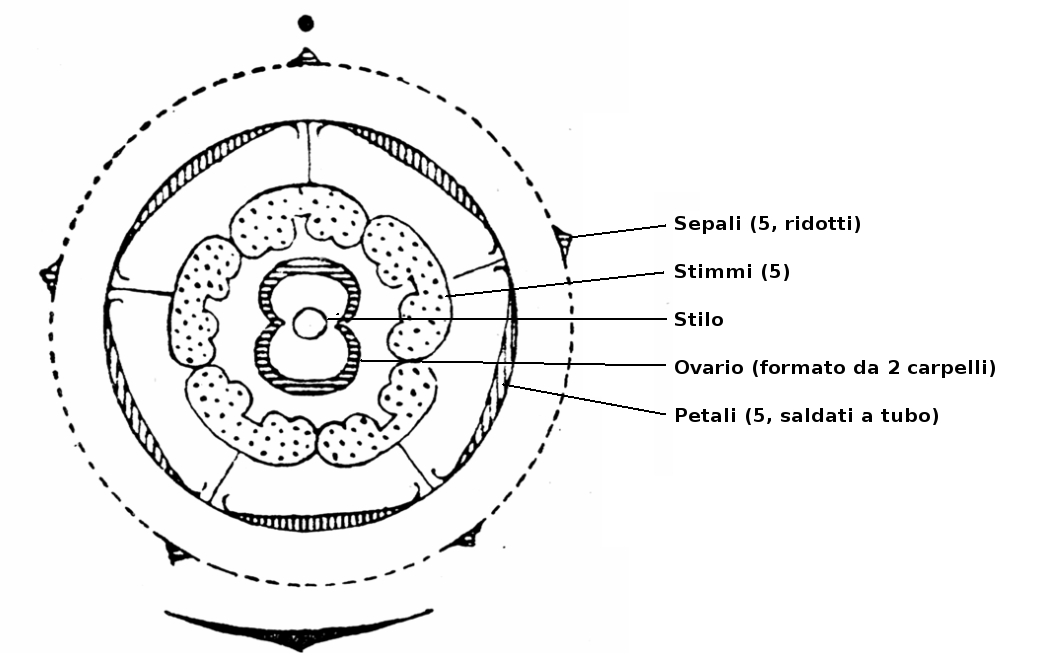
Diagramma fiorale del Carduus

I singoli fiori sono ermafroditi, tetraciclici o a 4 verticilli (calice – corolla – androceo – gineceo) e pentameri (ogni verticillo ha 5 elementi).
- Formula fiorale :

- /x K {\displaystyle \infty }, [C (5), A (5)], G 2 (infero), achenio

- Calice: il calice è ridotto al minimo.
- Corolla: la corolla è tubulosa (campanulata vero l'apice) e terminante con 5 lacine colorata in genere di porporino, oppure rosso e a volte bianco (ma raramente). Nella corolla in genere si distinguono tre parti: tubo, gola e lobi; le cui forme e dimensioni servono per distinguere le varie specie.
- Androceo: gli stami sono 5 ed hanno dei filamenti liberi e pelosi che possiedono la particolarità di compiere dei movimenti per liberare il polline. Le antere sono caudate alla base (hanno una coda corta).
- Gineceo: l'ovario è infero; gli stimmi sono glabri (hanno un ciuffo di peli solo all'apice dello stilo che sporge rispetto alla corolla). La superficie stigmatica è posta all'interno degli stigmi.[16]

### Frutti
I frutti sono acheni lisci di colore chiaro a forma obovoide-oblunga leggermente compressa e provvisti di pappo. Gli acheni sono carrucolati; ossia hanno delle protuberanze per agevolare il distacco dei semi. Il pappo è formato da setole semplici e diritte con bordi scabri o finemente barbati, connate alla base e disposte in un anello deciduo in un unico pezzo.

Il pappo ha la funzione di aiutare la dispersione del seme portato quindi dal vento. Ogni pianta può produrre migliaia di semi (possono arrivare a oltre 100 000 semi in totale – 1 000 e più per capolino) e vengono dispersi circa un mese dopo la fioritura. Sembra che un singolo seme rimanga attivo nel suolo fino a 10 anni. Questo naturalmente non facilita il controllo di queste piante che in varie parti del mondo sono considerate infestanti.

## Biologia
- Impollinazione: l'impollinazione avviene tramite insetti (impollinazione entomogama).
- Riproduzione: la fecondazione avviene fondamentalmente tramite l'impollinazione dei fiori (vedi sopra).
- Dispersione: i semi cadendo a terra (dopo essere stati trasportati per alcuni metri dal vento per merito del pappo – disseminazione anemocora) sono successivamente dispersi soprattutto da insetti tipo formiche (disseminazione mirmecoria).

## Distribuzione e habitat
Questo genere comprende piante native dell'Europa (comprese le Canarie), Asia (fino al Giappone) e Africa (areale del Mediterraneo). 

In Italia è un Genere molto diffuso e lo si può trovare praticamente ovunque anche perché le sue specie sono molto robuste e crescono bene in qualsiasi ambiente e nelle condizioni più disparate.

## Tassonomia
La famiglia di appartenenza di questa voce (Asteraceae o Compositae, nomen conservandum) probabilmente originaria del Sud America, è la più numerosa del mondo vegetale, comprende oltre 23 000 specie distribuite su 1 535 generi, oppure 22 750 specie e 1 530 generi secondo altre fonti (una delle checklist più aggiornata elenca fino a 1 679 generi). La famiglia attualmente (2021) è divisa in 16 sottofamiglie.
Il genere Carduus elenca 92 specie distribuite in Eurasia e parte in Africa del nord, delle quali una ventina sono presenti spontaneamente sul territorio italiano.

### Filogenesi
Il genere di questa voce è inserito nel gruppo tassonomico della sottotribù Carduinae. In precedenza provvisoriamente era inserito nel gruppo tassonomico informale "Carduus-Cirsium Group". La posizione filogenetica di questo gruppo nell'ambito della sottotribù è abbastanza vicina al "core" della sottotribù (con il genere Cirsium forma un "gruppo fratello") e dalle analisi molecolari è stato calcolato in 7,2 milioni di anni fa la separazione di questo genere dal resto del gruppo.

Il genere Carduus spesso viene botanicamente “confuso” con altri generi come quello del Cirsium o Cnicus (in effetti un tempo diverse specie di quest'ultimo genere appartenevano al genere Carduus – nel XVIII secolo fu proposto dai botanici lo sdoppiamento del genere Carduus passando diverse specie al nuovo genere Cnicus). Un modo per distinguere il genere Carduus dagli altri è esaminare le setole del pappo: in questo le setole sono delle pagliette denticolate e ispide e non piumose come ad esempio nel genere Cirsium.

A parte questioni relative alla nomenclatura c'è un'effettiva difficoltà nel gestire questo genere in quanto le varie specie presentano pochi caratteri veramente distintivi e la variabilità di alcuni gruppi è molto alta come anche le possibilità di ibridazione. L'Italia inoltre può essere considerato il territorio con la maggior presenza di specie di questo genere con grandi possibilità di creare ibridi di difficile individuazione.

Il numero cromosomico delle specie di questo genere è: 2n = 16, 18, 20, 22 e 26.
Secondo la classificazione tradizionale la collocazione di questo genere è la seguente:
Famiglia: Asteraceae
Sottofamiglia: Cichorioideae
Tribù: Cardueae
Sottotribù:  Carduinae
Genere: Carduus
Recenti studi filogenetici collocano invece il genere Carduus nella sottofamiglia Carduoideae

All'interno della sottotribù Carduinae il genere Carduus fa parte del gruppo "Carduus-Cirsium Group" insieme ai seguenti generi affini:
- Cirsium Mill., 1754 – 455 specie distribuite in Eurasia, Nord America e Africa settentrionale.
- Picnomon Adans., 1763 – 1 specie (Picnomon acarna (L.) Cass.) distribuita nella regione mediterranea.
- Silybum Adans., 1763 – 2 specie distribuite nella regione mediterranea.
- Tyrimnus Cass., 1818 – 1 specie (Tyrimnus leucographus Cass.) distribuita nella regione mediterranea.
- Notobasis Cass., 1822 – 1 specie (Notobasis syriaca (L.) Cass.) distribuita nella regione mediterranea.

Le principali sinapomorfie riconosciute per questo genere sono:
- le foglie a lamina settata;
- i bordi delle foglie e l'apice delle brattee involucrali pungenti;
- un anello di peli sotto la ramificazione dello stilo.

## Usi

### Cucina
Alcune parti di queste piante (se raccolte quando sono ancora giovani) vengono utilizzate per l'alimentazione umana (ricordano il sapore del carciofo).

### Industria
Dalle piante dei “cardi”  si può ricavare dell'olio e della carta. Inoltre anticamente le infiorescenze secche del cardo dei lanaioli erano usate per la cardatura della lana.

## Notizie varie

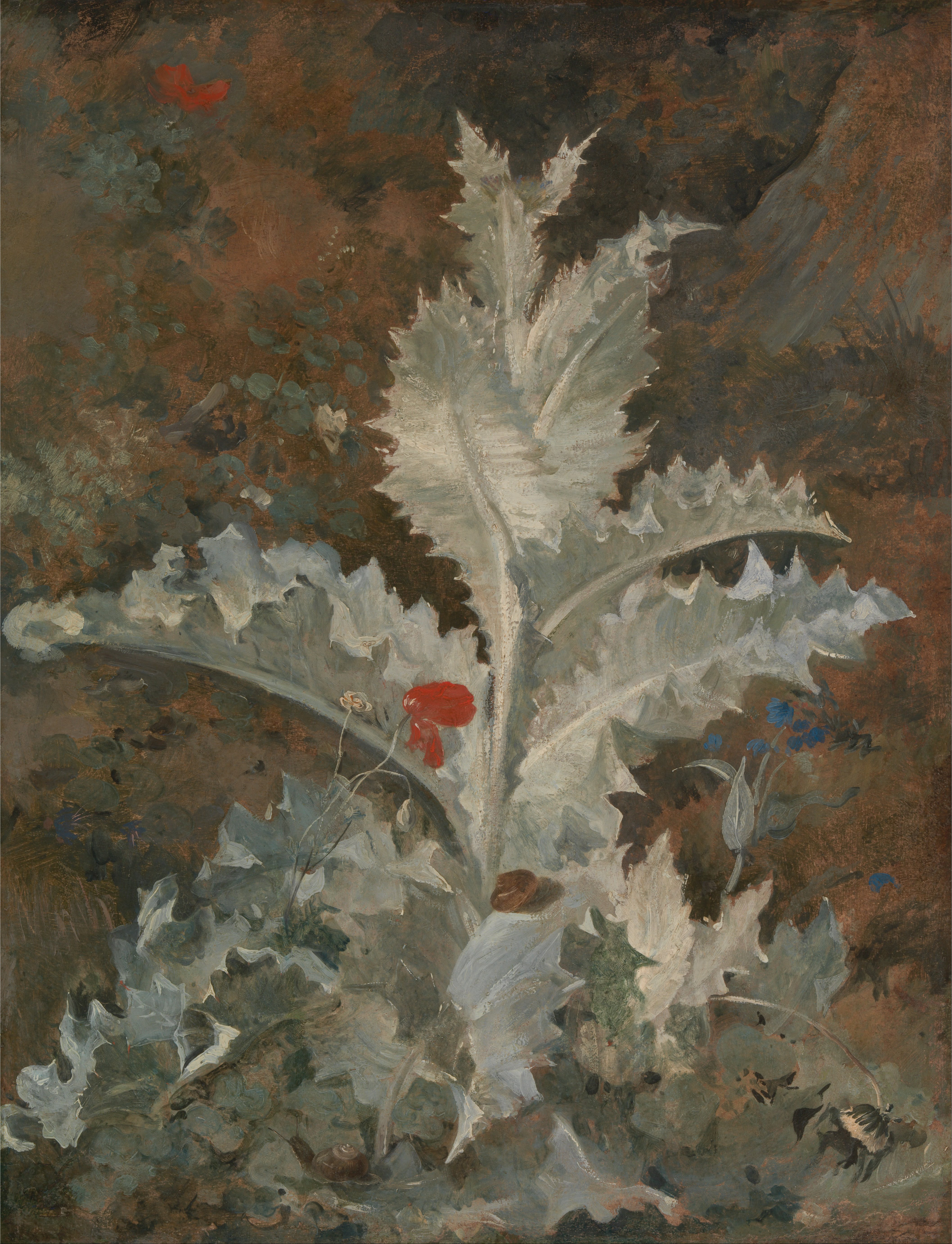
John Crome, Il cardo, Yale Center for British Art

- Per l'America del Nord le specie di questo genere non sono native, infatti sembra che siano state introdotte nel 1800 nella parte orientale degli Stati Uniti e subito si sono dimostrate “specie invasive”. In molti stati degli Stati Uniti (ma anche in alcune province del Canada) è stata dichiarata “erbaccia nociva”. Buona parte delle risorse energetiche dell'agricoltura sono impiegate per liberare i terreni delle aziende agricole e dei pascoli da queste specie. Le foglie sono sgradevoli sia per il bestiame che per la fauna selvatica. Inoltre la presenza di queste piante nei prati e nei pascoli porta ad un rapido degrado del terreno: il bestiame infatti evita queste piante dando alle stesse un notevole vantaggio competitivo rispetto ad altre più appetitose. Per controllare i danni provocati da queste piante le autorità locali consigliano il taglio preventivo dei capi fiorali e lo smaltimento degli stessi in sacchi di plastica ben sigillati per ridurre al minimo la dispersione dei semi. In altri casi sono stati usati dei diserbanti specifici con sgradevoli effetti collaterali. Sono stati fatti anche degli esperimenti introducendo nelle zone infestate da queste piante alcuni insetti le cui larve si cibano di queste piante,  ma con risultati controversi in quanto vengono attaccate anche alcune specie rare e protette del genere Carduus.
- Il cardo, da un punto di vista storico è una pianta molto antica: i primi riferimenti certi sono stati trovati nella civiltà egizia; ma prima ancora sembra che fosse usato in Etiopia.
- Il cardo è il simbolo della Scozia. La leggenda racconta che un gruppo di vichinghi stava per sorprendere nel sonno degli scozzesi; ma l'agguato fallì in quanto un invasore calpestando col piede nudo un cardo si mise a gridare. Negli stendardi scozzesi infatti il cardo viene associato ad un motto latino che tradotto significa "Nessuno mi avrà sfidato impunemente".
- Alcune specie di Carduus servono come piante alimentari per le larve di alcuni Lepidotteri  tra cui Coleophora therinella.